# 梁文燦
梁文燦，山東省萊州府濰縣人，清朝政治人物、進士出身。
光緒二十年，登進士，同年五月，改翰林院庶吉士。光緒二十一年四月，散館，授翰林院編修。之後改任浙江道監察御史。光緒二十九年，掌福建道監察御史。